# Université de Wilberforce
L'université de Wilberforce (en anglais : Wilberforce University) est une université américaine située à Wilberforce, dans le comté de Greene, en Ohio fondée en 1856 par l'évêque afro-américain de l'Église épiscopale méthodiste africaine Daniel Payne,. Ce fut la première université à appartenir et à être gérée par des Afro-Américains. Elle participe au United Negro College Fund. 

## Historique
L'université fut fondée en 1856 par une collaboration entre la Conférence de l'Église épiscopale méthodiste de Cincinnati, Ohio et l'Église épiscopale méthodiste africaine pour apporter une éducation classique et une formation pédagogique aux jeunes étudiants noirs. C'est la plus ancienne des universités historiquement noires ( HBCU),.   À la fin du XIXe siècle, l'université élargit sa mission pour inclure les étudiants noirs d'Afrique du Sud.

## Enseignements dispensé
L'université délivre des diplômes allant du baccalauréat universitaire (licence) au master 2, notamment  dans les secteurs de la santé, de la biologie, de la gestion des entreprises, de la communication, des sciences de l'information, du droit,.

## Personnalités liées à l'université

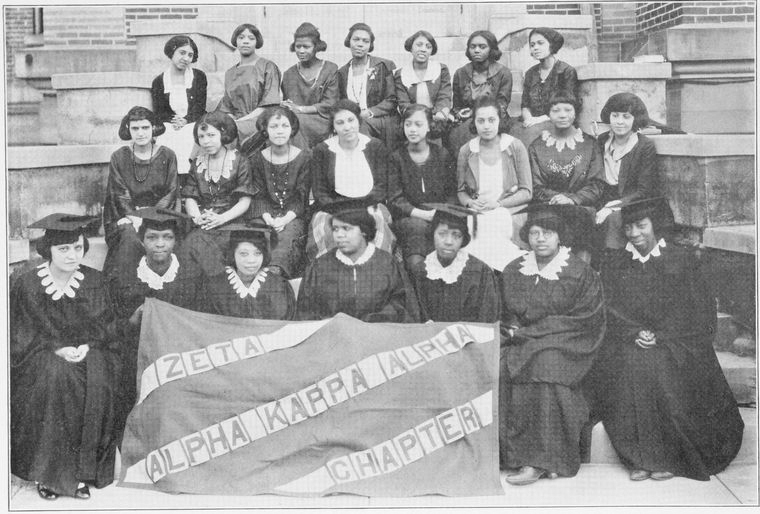
Étudiantes en 1922.

- Carter G. Woodson (1875-1950), historien, universitaire, éditeur
- Dorothy Vaughan (1910-2008), mathématicienne afro-américaine
- Bayard Rustin (1912-1987), conseiller de Martin Luther King, cofondateur de la Southern Christian Leadership Conference
- William Grant Still (1895-1978), compositeur et chef d'orchestre afro-américain
- Leon Jordan (1905-1970), homme politique et leader des droits civiques
- Orchid I. Jordan (1910-1995), femme politique américaine
- Jimmy Rushing (1903-1972), chanteur de blues et de jazz
- Leontyne Price (1927-), cantatrice (soprano)
- Shontel Brown (1975-), femme politique